# جلال الدين التونسي
محمد بن سالم التونسي المعروف باسم جلال الدين التونسي هو إسلامي تونسي مُتشدّد وأمير مقاطعة طرابلس للدولة الإسلامية في العراق والشام في ليبيا.

## تاريخه
ولد جلال الدين عام 1982 في مساكن وهي بلدة في ولاية سوسة بتونس. هاجر إلى فرنسا بحلول عام 1990 وحصل هناك على الجنسية الفرنسية قبل أن يعود إلى تونس في عام 2011 عقب الثورة التونسية.
انتقل في أواخر عام 2011 إلى سوريا للمشاركة في الثورة هناك. انضم إلى تنظيم الدولة الإسلامية (داعش) في عام 2014 وذلك بعد مقتل قائد كتيبة الغرباء. ظهرَ في العام نفسه في عددٍ من الفيديوهات التي كان يعمل التنظيم على نشرها بشكل دوري. داع صيته بعدما ظهر في فيديو بعنوان «كسر الحدود» حيث ظهر وهو يتحدث إلى جانب أبو محمد العدناني ثاني عيم للتنظيم قبل وفاته.
شغل بحلول عام 2016 أمير منطقة طرابلس في ليبيا التي كانت خاضعة لتنظيم الدولة الإسلامية (داعش). يُقال أن جلال الدين قريب جدا من زعيم الدولة الإسلامية أبو بكر البغدادي الذي اشتهر بفضل فوزه في عددٍ من المعارك ناهيك عن قدرته على الحفاظ على علاقات جيدة مع باقي الجماعات الإسلامية المعتدلة والمتطرفة في شمال أفريقيا.